# Giovanna Carlotta di Anhalt-Dessau
Giovanna Carlotta di Anhalt-Dessau (Dessau, 6 aprile 1682 – Herford, 31 marzo 1750) è stata una principessa dell'Anhalt-Dessau.

## Biografia
Era figlia di Giovanni Giorgio II di Anhalt-Dessau, duca di Anhalt-Dessau dal 1660 al 1693, e di Enrichetta Caterina di Nassau.
Venne data in moglie al margravio Filippo Guglielmo di Brandeburgo-Schwedt. Il matrimonio, che sanciva l'unione tra le dinastie degli Ascanidi e quella degli Hohenzollern, ebbe luogo a Oranienbaum il 25 gennaio 1699.
Diede al marito sei figli, consentendo così la sopravvivenza del ramo Brandeburgo-Schwedt:
- Federico Guglielmo (Oranienbaum, 27 dicembre 1700-Wildenbruch, 4 marzo 1771),
- Giorgio Guglielmo (29 marzo 1704-Schwedt, 14 aprile 1704);
- Federico Enrico (Schwedt, 21 agosto 1709-Schwedt, 12 dicembre 1788);
- Federica Dorotea (Oranienbaum, 14 febbraio 1700-Oranienbaum, 7 febbraio 1701);
- Enrichetta Maria (Schwedt, 2 marzo 1702-Köpenick, 7 maggio 1782);
- Carlotta (1710-1712).

Giovanna rimase vedova il 19 dicembre 1711 e assunse il titolo di suo marito loro figlio Federico Guglielmo. L'unica figlia a raggiungere l'età adulta fu Enrichetta Maria che sposò l'erede al ducato di Württemberg Federico Luigi di Württemberg.

## Ascendenza
|                                                    |                                    |                                                 | Genitori                                             |  |  | Nonni |  |  | Bisnonni                                        |  |  | Trisnonni                                |  |
|                                                    |                                    |                                                 |                                                      |  |  |       |  |  | Giovanni Giorgio I, I principe di Anhalt-Dessau |  |  | Gioacchino Ernesto, I principe di Anhalt |  |
|                                                    |                                    |                                                 |                                                      |  |  |       |  |  | Giovanni Giorgio I, I principe di Anhalt-Dessau |  |  | Gioacchino Ernesto, I principe di Anhalt |  |
|                                                    |                                    | Agnese di Barby-Mühlingen                       |                                                      |  |  |       |  |  | Giovanni Giorgio I, I principe di Anhalt-Dessau |  |  |                                          |  |
| Giovanni Casimiro, II principe di Anhalt-Dessau    |                                    |                                                 |                                                      |  |  |       |  |  | Giovanni Giorgio I, I principe di Anhalt-Dessau |  |  |                                          |  |
|                                                    |                                    | Dorotea del Palatinato-Simmern                  | Giovanni Casimiro, I principe del Palatinato-Lautern |  |  |       |  |  |                                                 |  |  |                                          |  |
|                                                    |                                    | Dorotea del Palatinato-Simmern                  | Giovanni Casimiro, I principe del Palatinato-Lautern |  |  |       |  |  |                                                 |  |  |                                          |  |
|                                                    |                                    | Dorotea del Palatinato-Simmern                  | Elisabetta di Sassonia                               |  |  |       |  |  |                                                 |  |  |                                          |  |
| Giovanni Giorgio II, III principe di Anhalt-Dessau |                                    | Dorotea del Palatinato-Simmern                  |                                                      |  |  |       |  |  |                                                 |  |  |                                          |  |
|                                                    |                                    | Maurizio, II langravio d'Assia-Kassel           | Guglielmo IV, I langravio d'Assia-Kassel             |  |  |       |  |  |                                                 |  |  |                                          |  |
|                                                    |                                    | Maurizio, II langravio d'Assia-Kassel           | Guglielmo IV, I langravio d'Assia-Kassel             |  |  |       |  |  |                                                 |  |  |                                          |  |
|                                                    |                                    | Maurizio, II langravio d'Assia-Kassel           | Sabina di Württemberg                                |  |  |       |  |  |                                                 |  |  |                                          |  |
| Agnese d'Assia-Kassel                              |                                    | Maurizio, II langravio d'Assia-Kassel           |                                                      |  |  |       |  |  |                                                 |  |  |                                          |  |
|                                                    |                                    | Giuliana di Nassau-Dillenburg                   | Giovanni VII, I conte di Nassau-Siegen               |  |  |       |  |  |                                                 |  |  |                                          |  |
|                                                    |                                    | Giuliana di Nassau-Dillenburg                   | Giovanni VII, I conte di Nassau-Siegen               |  |  |       |  |  |                                                 |  |  |                                          |  |
|                                                    |                                    | Giuliana di Nassau-Dillenburg                   | Maddalena di Waldeck-Wildungen                       |  |  |       |  |  |                                                 |  |  |                                          |  |
| Giovanna Carlotta di Anhalt-Dessau                 |                                    | Giuliana di Nassau-Dillenburg                   |                                                      |  |  |       |  |  |                                                 |  |  |                                          |  |
|                                                    | Guglielmo I, XIX principe d'Orange | Guglielmo I, VIII conte di Nassau-Dillenburg    |                                                      |  |  |       |  |  |                                                 |  |  |                                          |  |
|                                                    | Guglielmo I, XIX principe d'Orange | Guglielmo I, VIII conte di Nassau-Dillenburg    |                                                      |  |  |       |  |  |                                                 |  |  |                                          |  |
|                                                    | Guglielmo I, XIX principe d'Orange | Giuliana di Stolberg-Wernigerode                |                                                      |  |  |       |  |  |                                                 |  |  |                                          |  |
| Federico Enrico, XXII principe d'Orange            | Guglielmo I, XIX principe d'Orange |                                                 |                                                      |  |  |       |  |  |                                                 |  |  |                                          |  |
|                                                    |                                    | Luisa di Coligny                                | Gaspare II, I conte di Coligny                       |  |  |       |  |  |                                                 |  |  |                                          |  |
|                                                    |                                    | Luisa di Coligny                                | Gaspare II, I conte di Coligny                       |  |  |       |  |  |                                                 |  |  |                                          |  |
|                                                    |                                    | Luisa di Coligny                                | Carlotta di Laval                                    |  |  |       |  |  |                                                 |  |  |                                          |  |
| Enrichetta Caterina d'Orange                       |                                    | Luisa di Coligny                                |                                                      |  |  |       |  |  |                                                 |  |  |                                          |  |
|                                                    |                                    | Giovanni Alberto I, IX conte di Solms-Braunfels | Corrado, VIII conte di Solms-Braunfels               |  |  |       |  |  |                                                 |  |  |                                          |  |
|                                                    |                                    | Giovanni Alberto I, IX conte di Solms-Braunfels | Corrado, VIII conte di Solms-Braunfels               |  |  |       |  |  |                                                 |  |  |                                          |  |
|                                                    |                                    | Giovanni Alberto I, IX conte di Solms-Braunfels | Elisabetta di Nassau-Dillenburg                      |  |  |       |  |  |                                                 |  |  |                                          |  |
| Amalia di Solms-Braunfels                          |                                    | Giovanni Alberto I, IX conte di Solms-Braunfels |                                                      |  |  |       |  |  |                                                 |  |  |                                          |  |
|                                                    |                                    | Agnese di Sayn-Wittgenstein                     | Ludovico I, VI conte di Sayn-Wittgenstein            |  |  |       |  |  |                                                 |  |  |                                          |  |
|                                                    |                                    | Agnese di Sayn-Wittgenstein                     | Ludovico I, VI conte di Sayn-Wittgenstein            |  |  |       |  |  |                                                 |  |  |                                          |  |
|                                                    |                                    | Agnese di Sayn-Wittgenstein                     | Elisabetta di Solms-Laubach                          |  |  |       |  |  |                                                 |  |  |                                          |  |
|                                                    |                                    | Agnese di Sayn-Wittgenstein                     |                                                      |  |  |       |  |  |                                                 |  |  |                                          |  |